# Диана д’Андуэн
Диана д’Андуэн (1554[…], Ажетмо — февраль 1620, Ажетмо) — графиня, фаворитка Генриха IV.
Единственнная дочь виконта Лувиньи; вышла замуж за графа Филибера де Грамона, стала возлюбленной Генриха IV, в то время короля наваррского, прозвана прекрасной Коризандой (la belle Corisande). В войне против Лиги предоставила в его распоряжение все свое громадное состояние. Генрих давал ей всегда подробный отчет в своих военных операциях и нередко пользовался её советами. Он хотел даже развестись со своей женой, чтобы жениться на Диане, и обещание это написал своею кровью. Д’Обинье, однако, удержал его от этого шага.
Состарившись, Диана оставила двор и умерла, всеми забытая. Письма к ней Генриха напечатаны в «Mercure», 1769 г. и в сочинении Пру: «Esprit de Henri IV». Внук её, Арман де Грамон, жил при Людовике XIV и был составителем ценных «Мемуаров графа де Грамон».